# Plounévez-Quintin
Plounévez-Quintin (bretonisch Plounevez-Kintin) ist eine französische Gemeinde mit 1.057 Einwohnern (Stand: 1. Januar 2022) im Département Côtes-d’Armor in der Region Bretagne. Sie gehört zum Arrondissement Guingamp und zum Kanton Rostrenen. Zudem ist der Ort Mitglied des 1993 gegründeten Gemeindeverbands Kreiz-Breizh. Die Einwohner werden Plounéveziens/Plounéveziennes genannt.

## Geographie
Plounévez-Quintin liegt etwa 27 Kilometer südwestlich von Saint-Brieuc im Südwesten des Départements Côtes-d’Armor.

## Geschichte
1851 entstand aus Teilen der damaligen Gemeinde die neue Gemeinde Trémargat.

## Bevölkerungsentwicklung
| Jahr                       | 1793 | 1800 | 1851 | 1856 | 1866 | 1911 | 1926 | 1962 | 1968 | 1975 | 1982 | 1990 | 1999 | 2006 | 2012 |
| -------------------------- | ---- | ---- | ---- | ---- | ---- | ---- | ---- | ---- | ---- | ---- | ---- | ---- | ---- | ---- | ---- |
| Einwohner                  | 2364 | 2377 | 3133 | 2464 | 2655 | 2543 | 2553 | 1506 | 1317 | 1255 | 1187 | 1145 | 1180 | 1115 | 1074 |
| Quellen: Cassini und INSEE |      |      |      |      |      |      |      |      |      |      |      |      |      |      |      |